# Tolaki
Ne doit pas être confondu avec taloki.
Le tolaki est une langue d'Indonésie parlée dans le sud-est de l'île de Célèbes. 

## Répartition géographique
Les 281 000 Tolaki habitent la ville de Kendari, les kabupaten de Kolaka et Konawe et les monts Mekongga près de la ville de Soroako.

## Classification
Le tolaki appartient au sous-groupe bungku-tolaki qui est rattaché au groupe malayo-polynésien occidental, à l'intérieur des langues austronésiennes.
Les deux principaux dialectes sont le konawe parlé par 230 000 personnes et le mekongga, qui compte 50 000 locuteurs. Les noms de ces dialectes sont ceux des deux anciens royaumes tolaki. Les trois autres parlers, l'asera, le laiwui et le wiwirano ne comptent qu'un milliers de locuteurs.

## Phonologie
Les tableaux présentent la phonologie du tolaki, les voyelles et les consonnes.

### Voyelles
|         | Antérieure | Centrale | Postérieure |
| ------- | ---------- | -------- | ----------- |
| Fermée  | i [i]      |          | u [u]       |
| Moyenne | e [e]      |          | o [o]       |
| Ouverte |            | a [a]    |             |

### Consonnes
|            |           | Bilabiales | alvéolaires | Vélaires | Glottales |
| ---------- | --------- | ---------- | ----------- | -------- | --------- |
| Occlusives | Sourde    | p [p]      | t [t]       | k [k]    | ʔ [ʔ]     |
| Occlusives | Sonore    | b [b]      | d [d]       | g [g]    |           |
| Occlusives | Prén.son. | mb [m͡b]    | nd [n͡d]     | ngg [ŋ͡g] |           |
| Fricative  | Fricative | w [β]      | s [s]       |          | h [h]     |
| Nasale     | Nasale    | m [m]      | n [n]       | ng [ŋ]   |           |
| liquide    | liquide   |            | l [l]       |          |           |
| Roulée     | Roulée    |            | r [r]       |          |           |

## Sources
- (en) Adelaar, Alexander, The Austronesian Languages of Asia and Madagascar: A Historical Perspective, The Austronesian Languages of Asia and Madagascar, pp. 1-42, Routledge Language Family Series, Londres, Routledge, 2005,  (ISBN 0-7007-1286-0)
- (en) Mead, David, Proto-Bungku-Tolaki: Reconstruction of its Phonology and Aspects of its Morphosyntax, Thèse, Houston, Rice University, 1998.
- (en) Mead, David, Mori Bawah, The Austronesian Languages of Asia and Madagascar, pp. 683-708, Routledge Language Family Series, Londres, Routledge, 2005,  (ISBN 0-7007-1286-0)